# John Senex

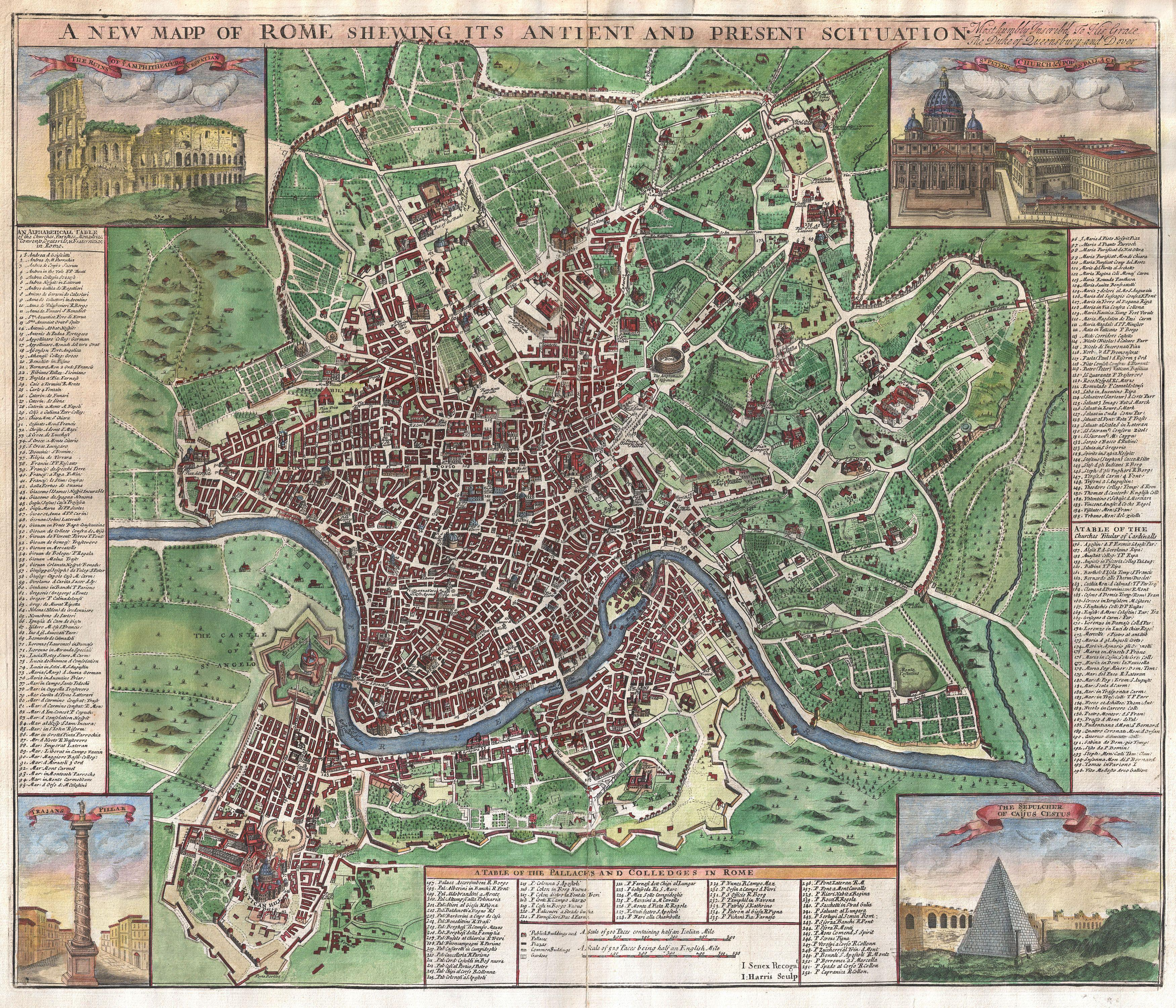
Een kaart van Rome uit 1721 van de hand van Senex

John Senex (1678 - 1740) was een Engels cartograaf, graveur en ontdekkingsreiziger. Daarnaast was hij hofgeograaf en astroloog van Queen Anne.
Senex was een van de meest vooraanstaande cartografen van de eerste helft van de achttiende eeuw. Hij was ook actief op het gebied van het uitgeven van globes. Zijn wereldkaarten zijn vermaard en bevinden zich voornamelijk in musea en wetenschappelijke instituten. In 1728 werd Senex toegelaten tot de prestigieuze Royal Society, de Britse academie van wetenschappen.
Na zijn overlijden werd de nering door zijn weduwe Mary voortgezet. Enkele van Senex' kopergravures werden later door de cartografen James Ferguson en Benjamin Martin overgenomen en gebruikt.
- Bibsys: 1465453925374
- Bibliothèque nationale de France: cb153359925 (data)
- Stuttgart Database of Scientific Illustrators 1450–1950: 8971
- Gemeinsame Normdatei: 132477394
- International Standard Name Identifier: 0000 0001 1488 049X
- Library of Congress Control Number: n50009787
- Nationale Bibliotheek van Tsjechië: mzk2009511134
- Nationale bibliotheek van Australië: 35489950
- Nationale Bibliotheek van Israël: 987007306921505171
- Nationale en Universitaire bibliotheek Zagreb: 000659384
- Nederlandse Thesaurus van Auteursnamen: 095008039
- Réseau des bibliothèques de Suisse occidentale: 02-A012409415
- Istituto Centrale per il Catalogo Unico: UBOV317295
- LIBRIS: 337331
- SNAC: w6zc9zvh
- Système universitaire de documentation: 069480451
- Virtual International Authority File: 13471693
- WorldCat: E39PBJjMtWywhJWPqPBPFvw3cP